# Encesa electrònica

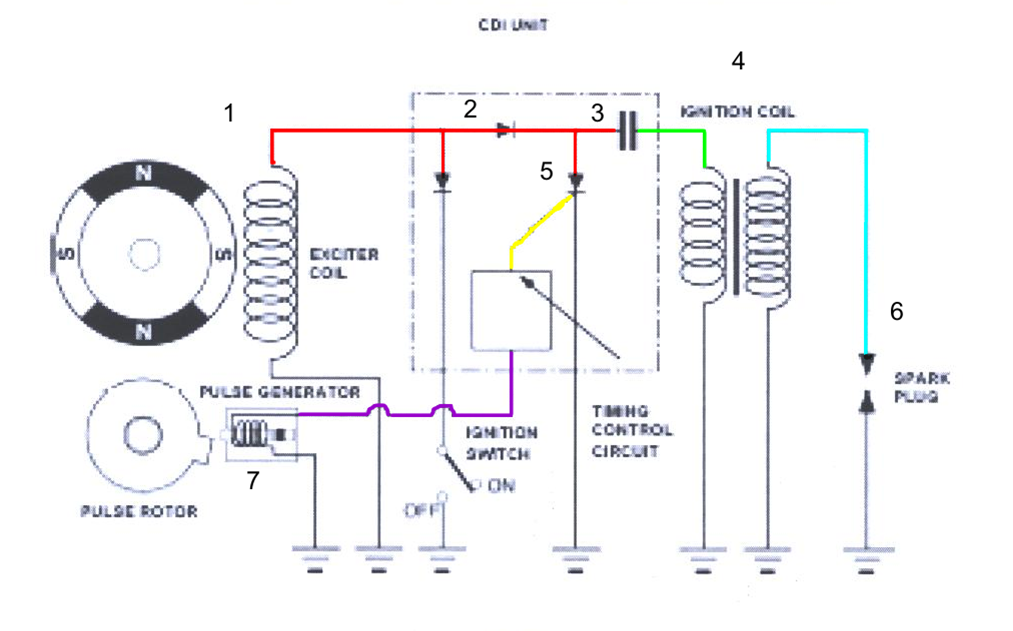
encesa per descàrrega capacitiva (CDI) per a un motor monocilíndric

L' encesa electrònica  és un sistema d'encesa per a motors de cicle Otto tant de dos temps (2T) com quatre temps (4T) en el qual la funció d'interrompre el corrent del primari de la bobina per generar per autoinducció l'alta tensió necessària en la bugia no es fa per mitjans mecànics com en el sistema de ruptor o platins, sinó mitjançant un o diversos transistors.

## Avantatges
- Absència de desgast a causa de l'absència de lleva per obrir i tancar els platins o altres peces mecàniques.
- Es possibilita l'augment del corrent del primari, de la qual cosa se'n beneficia el secundari i, per tant, l'energia disponible per l'espurna a la bugia és més gran.
- No es desajusta, i per això no requereix posada a punt.

## Inconvenients
- Més costós en cas de reparar una avaria (molt poc usual)

## Tipus principals
- Amb distribuïdor i generació de senyal de sincronització interna al mateix
- Amb distribuïdor i generació de senyal de sincronització externa al mateix
- Sense distribuïdor i una bobina per a cada dues bugies, amb cables d'alta tensió (Encesa DIS)
- Sense distribuïdor i amb bobines individuals sense cables d'alta (Encesa directe)